# Gladicosa pulchra
Gladicosa pulchra là một loài nhện trong họ Lycosidae.
Loài này thuộc chi Gladicosa. Gladicosa pulchra được Eugen von Keyserling miêu tả năm 1877.